# Sumbiarhólmur
Sumbiarhólmur je ostrov na Faerských ostrovech, nacházející se kousek od vesnice Sumba, která je nejjižnější vesnicí na ostrově Suðuroy. Sumbiarhólmur je šestý největší ostrůvek Faerských ostrovů. Má rozlohu 7 hektarů. Poblíž Sumbiarhólmuru a okolo útesu Flesjarnar dále na jih je severní Atlantik často bouřlivý. V této oblasti se stávají lodní neštěstí.

## Ovce na Sumbiarhólmuru
Lidé ze Sumby nechávají na ostrůvku v létě berany. Záleží na počasí, zda jsou na ostrov transportováni, nebo ne. V roce 2008 byli na ostrov vypuštěni 15. července a opět sesbíráni 22. září. Všichni berani byli zváženi těsně před odchodem na ostrov a po návratu zpět do Sumby. Nabrali od 10 do 13,5 kg váhy. Běžně se na ostrůvku nechává 8 beranů, ale v letech 2008 a 2007 jich bylo jen sedm a s dobrými výsledky, váha byla dokonce lepší, než v předchozích letech.